# Fabrizio Veralli
Fabrizio Veralli (Roma, 1506 - Roma, 17 de novembro de 1624) foi um cardeal do século XVII

## Biografia
Nasceu em Roma em 1560. Sobrinho-neto do cardeal Domenico Giacobazzi (1517). Sobrinho do cardeal Girolamo Verallo (1549). Tio do cardeal Fabrizio Spada (1675). Parente do Papa Urbano VII. Seu sobrenome também está listado como Varallo e como Veralli.
Obteve um doutorado na Universidade de Perugia..
Cônego da patriarcal basílica vaticana, 16 de março de 1590. Inquisidor de Malta no pontificado do Papa Clemente VIII. Referendário dos Tribunais da Assinatura Apostólica da Justiça e da Graça..
Eleito bispo de S. Severo, Maria 5, 1606. Consagrado, 28 de maio de 1606, igreja de S. Cecília, Roma, pelo Cardeal Roberto Bellarmino, SJ, coadjuvado por Camillo Sozombene, bispo de Pola, e por Camillo Beccio, bispo de Acqui. Núncio na Suíça, de 10 de junho de 1606 a 24 de junho de 1608..
Criado cardeal sacerdote no consistório de 24 de novembro de 1608; recebeu o chapéu vermelho em 29 de novembro de 1608; e o título de S. Agostino em 10 de dezembro de 1608. Protetor da Irlanda em 1608. Renunciou ao governo da diocese antes de 23 de março de 1615. Participou do conclave de 1621, que elegeu o Papa Gregório XV. Participou do conclave de 1623, que elegeu o Papa Urbano VIII. Abade commendatario de S. Agnese fuori le mura, Roma..
Morreu em Roma em 17 de novembro de 1624. Enterrado em seu título, S. Agostino.